# Gudula
Gudula, född cirka 646, död 712, är ett kristet helgon. Hon är avbildad som staty bland annat i Bryssel i St. Michael- och St. Gudula-katedralen.